# Майзель, Вениамин Михайлович
Вениамин Михайлович Майзель ( 20 июня 1900, Минск — 28 февраля 1943, Уфа ) — советский учёный в области механики и машиностроения. Член-корреспондент АН УССР (1939). Доктор инженерно-технических наук (1929), профессор (1930). Автор научные трудов, посвященных гидродинамике, турбомашиностроению, термоупругости, проблеме напряженного состояния упругих систем под влиянием температуры . Разработал метод экспериментального определения напряженного состояния нагретого тела (метод Майзеля).

## Биография
Родился в Минске в семье слуцких мещан - Михеля Ицковича и Голды Ицковны Майзелей. Окончил в 1918 г. Ковенскую графа Платова гимназию (средний балл - 5,0). Поступил вольнослушателем в Харьковский Женский политехнический институт Южно-русского общества технологов. Окончил Харьковский Технологический институт (1921), Институты народного образования (1922) и народного хозяйства (1923) (все — в Харькове). В период с 1922 по 1925 работал инж.-конструктором в КБ гидромашиностроения. В 1925–27 зам. нач. научно-технологического управления Высшего совета народного хозяйства УССР. В период с 1928 по 1941 преподавал в вузах Харькова (с 1934 профессор Харьковского университета). Одновременно работал в Институте строительной механики АН УССР (в 1930–41 возглавлял кафедру динамики и прочности машин), в 1936–41 – зав. кафедрой теории механики Харьковского университета. В 1936 зав. секцией механики НИИ математики и механики, возглавлял группу динамики машин (1941–43).
Умер в 1943 году. Прах захоронен в колумбарии на Донском кладбище.

## Научные труды
- «К исследованию движения жидкости внутри вращающихся лопастей центробежных насосов с радикальным профилем лопаток при любом значении внутреннего диаметра лопасти». Х., 1928;
- «К вопросу о работе вязких жидкостей в центробежных насосах». Х., 1931;
- «Справочное руководство по машиностроению». Х., 1937–38;
- «Обобщение теоремы Бетти–Максвелла на случай термического напряженного состояния и некоторые его приложения» // Докл. АН СССР. 1941. Т. 30; Температурная задача теории упругости. К., 1951
- «Температурная задача теории упругости». Киев, 1951